# Leinmühle (Furth im Wald)
Leinmühle ist ein Gemeindeteil der Stadt Furth im Wald im Landkreis Cham des Regierungsbezirks Oberpfalz im Freistaat Bayern.

## Geografie
Leinmühle liegt 5 Kilometer südwestlich von Furth im Wald, 600 Meter südlich der Staatsstraße 2154 am Bruckmühlbach.

## Geschichte
Leinmühle wurde in der Kirchenmatrikel von 1838 als zur Pfarrei Arnschwang gehörend erstmals erwähnt. Von 1867 bis 1946 bestand die Gemeinde Ränkam aus den Gemeindeteilen Bruckmühle, Degelberg, Kühberg, Leinmühle, Ränkam, Rußmühle, Tradt, Waradein und Ziegelhütte. 1946 wurde die Gemeinde Grabitz zerschlagen. Grabitz mit Stieberg und Tradtbauer wurde nach Furth im Wald eingemeindet und Haberseigen kam zur Gemeinde Ränkam. Bei der Gebietsreform in Bayern wurde 1972 die Gemeinde Ränkam mit ihren Gemeindeteilen Bruckmühle, Degelberg, Haberseigen, Kühberg, Leinmühle, Ränkam, Rußmühle, Tradt, Waradein und Ziegelhütte in die Stadt Furth im Wald eingemeindet.
Die Leinmühle gehörte 1838 zur Pfarrei Arnschwang. 1913 kam Leinmühle zum Kuratbenefizium Ränkam, Dekanat Cham. 1997 hatte Leinmühle 4 Katholiken.

## Einwohnerentwicklung ab 1838
| Jahr | Einwohner | Gebäude |
| ---- | --------- | ------- |
| 1838 | 7         | 1       |
| 1861 | 6         | 3       |
| 1871 | 6         | 4       |
| 1885 | 5         | 1       |
| 1900 | 6         | 1       |
| 1913 | 5         | 1       |

| Jahr | Einwohner | Gebäude |
| ---- | --------- | ------- |
| 1925 | 7         | 1       |
| 1950 | 3         | 1       |
| 1961 | 8         | 1       |
| 1970 | 7         | k. A.   |
| 1987 | 4         | 1       |
| 2011 | 0         | k. A.   |